# Голям военен остров
Големият военен остров (на сръбски: Велико ратно острво) се намира в Сърбия на десния бряг на Дунава, на километър 1170 от устието на реката в Черно море.
Островът е образуван от наносите на река Сава при нейното вливане в р. Дунав. Името му означава „велика, голяма война“, в смисъл „островът на голямата война“, като историята го свързва със злополучното превземане на Белград от османците-еничари през 1521 година под предводителството на султан Сюлейман Великолепни.